# Gebrauchsabgabe
Gebrauchsabgaben sind in Österreich Gemeindeabgaben, die zu entrichten sind, wenn öffentliche Grundstücke, die dem Verkehr dienen für private Zwecke vorübergehend benutzt werden. Ob und in welcher Höhe ist von der einzelnen Gemeinde abhängig.
So sind diese Abgaben zu entrichten, wenn beispielsweise Baumaterial auf öffentlichen Flächen zwischengelagert wird. Aber auch das Verteilen von Flugzetteln oder Werbedurchsagen mittels Lautsprecher kann abgabenpflichtig sein.
Bekannt ist die Gebrauchsabgabe auch als Luftsteuer, die für vom Haus über den Gehsteig ragende Teile, wie Werbetafeln, private Hinweisschilder, abstehende Geschäftsportale und Markisen zu entrichten ist (in Deutschland ebenfalls üblich).
Auch für die alljährlich neu zu bewilligenden Schanigärten ist eine Gebrauchsabgabe zu bezahlen.